# Floß (Oberpfalz)
Floß er en købstad (markt) i Landkreis Neustadt an der Waldnaab i Regierungsbezirk Oberpfalz i den tyske delstat Bayern.

## Geografi
I kommunen ligger ud over Floß, disse landsbyer og bebyggelser:
Bergnetsreuth, Boxdorf, Diebersreuth, Diepoltsreuth, Ellenbach, Fehrsdorf, Gailertsreuth, Geiermühle, Gollwitzerhof, Gösen, Grafenreuth, Hardt, Hardtheim, Haupertsreuth, Höfen, Kalmreuth, Konradsreuth, Kühbach, Meierhof, Niedernfloß, Oberndorf, Pauschendorf, Plankenhammer, Ritzlersreuth, Schlattein, Schnepfenhof, Schönberg, Schönbrunn, Steinfrankenreuth, Weikersmühle, Welsenhof, Wilkershof, Würnreuth, Würzelbrunn, Ziegelhütte.
Navnet på landsbyen „Grafenreuth“ stammer fra slægten „Freiherrn von Gravenreuth“ som er kendt tilbage til 1181 som „Freyherrn von Gruinreuth“.

## Historie
Floß var en del af et staufissk rigsgods og opnåede i 1421 fra sine lensherrer Markgreve Friedrich von Brandenburg og Pfalzgreve Johann, købstadsprivilegier. Fra 1438/49 kom Floß under Wittelsbachslægten, og kom senere under det wittelsbachiske hertugdømme Neuburg-Sulzbach.

### Natur
- Naturschutzgebiet Doost, med klippeformationer i nærheden af Diepoldsreuth

- Naturschutzgebiet Doost ved Diepoldsreuth
- Floß
- Sideindgangen til den protestantiske kirke